# Erwiniana grossipunctata
Erwiniana grossipunctata is een keversoort uit de familie van de loopkevers (Carabidae). De wetenschappelijke naam van de soort werd voor het eerst geldig gepubliceerd in 1973 door Terry Erwin.